# レドジェプバイ・アラゾフ
レドジェプバイ・アラゾフ（ロシア語: Реджепбай Аразов Redjepbai Arazov、1947年 - ）は、トルクメニスタンの政治家。石油ガス産業・鉱物資源相、メジリス（議会）議長、副首相兼国防相等を歴任。

## 経歴
バルカン州ガサンクリー地区シャフマン村出身。1971年、地質学及び油田・ガス田探査専攻でトルクメン工科大学を卒業。1998年5月まで国営財閥「トルクメンネフチ」第一副社長。
1998年5月20日、石油ガス産業・鉱物資源相。2000年9月18日～2001年7月7日、バルカン州知事。
2001年からメジリス代議員。2001年7月7日～2002年3月、メジリス議長。
2002年3月～2003年9月29日、副首相兼国防相。
サパルムラト・ニヤゾフにより、トルクメニスタン労働組合国家センター議長に推薦された。